# チェルチェピッコラ
チェルチェピッコラ（イタリア語: Cercepiccola）は、イタリア共和国モリーゼ州カンポバッソ県にある、人口約700人の基礎自治体（コムーネ）。

## 地理

### 位置・広がり

#### 隣接コムーネ
隣接するコムーネは以下の通り。
- チェルチェマッジョーレ
- ミラベッロ・サンニーティコ
- サン・ジュリアーノ・デル・サンニオ
- セピーノ